# Eleição para o Senado federal pelo Delaware em 2012
A eleição para o senado do estado americano do Delaware está prevista para ser realizada em 6 de novembro de 2012, simultaneamente com as eleições para a câmara dos representantes, para o senado, para alguns governos estaduais e para o presidente da república. O senador Tom Carper concorreu a um terceiro mandato, sendo reeleito com 66% dos votos.

## Primária democrata

### Candidatos
- Tom Carper, atual senador[2][3]
- Keith Spanarelli, empresário[4]

### Resultados
|  | Democrata | Tom Carper       | 43.866 | 87,83% |
|  | Democrata | Keith Spanarelli | 6.074  | 12,17% |

## Eleição geral

### Candidatos
- Tom Carper (D), atual senador
- Andrew Groff (G), empresário.[6] Groff também é candidato pelo Partido Libertário[7]
- Alex Pires (IPoD), empresário e advogado[8][9]
- Kevin Wade (R), empresário[10]

### Arrecadação
| Candidato (partido)                | Receitas   | Desembolsos | Dinheiro em caixa | Dívida |
| ---------------------------------- | ---------- | ----------- | ----------------- | ------ |
| Tom Carper (D)                     | $4,334,633 | $3,372,315  | $2,257,219        | $0     |
| Kevin Wade (R)                     | $123,879   | $102,632    | $21,247           | $0     |
| Alex Pires (I)                     | $121,305   | $78,955     | $42,349           | $0     |
| Fonte: Federal Election Commission |            |             |                   |        |

### Resultados
|  | Democrata             | Tom Carper       | 265.374 | 66,41% |
|  | Republicano           | Kevin Wade       | 115.694 | 28,95% |
|  | Delaware Independente | Kevin Alex Pires | 15.300  | 3,82%  |
|  | Verde                 | Andrew Groff     | 3.191   | 0,82%  |
|  | Total:                | Total:           | 399.559 | 100%   |